# کیث پیت
کیت جان پیت (متولد ۳۱ اوت ۱۹۶۹) سیاستمداری استرالیایی است که از فوریه ۲۰۲۰ وزیر منابع، آب و استرالیای شمالی در دولت موریسون است. وی یکی از اعضای حزب ملی است و از زمان انتخابات فدرال ۲۰۱۳ نمایندگی بخش Hinkler در کوئینزلند را به عهده داشته‌است. وی قبل از ورود به سیاست مهندس برق و تاجر بود.
پیت در بوندابرگ، کوئینزلند متولد شد. او در وونگارا و پیش از گرفتن بورسیه برق به دبیرستان دولتی کپناک رفت. وی سپس به دانشگاه فنی کوئینزلند رفت و در رشته لیسانس مهندسی فارغ‌التحصیل شد.